# David Bedford (atleta)
David Colin Bedford, detto Dave (Londra, 30 dicembre 1949), è un ex mezzofondista e siepista britannico che stabilì il record mondiale dei 10000 m piani con 27'30"80 nel 1973.
Inoltre è stato primatista nazionale dei 5000 metri piani e dei 3000 metri siepi.

## Biografia
Nella sua carriera non ha mai ottenuto medaglie in importanti rassegne internazionali. Nella finale dei 10000 m piani ai campionati europei 1971 Bedford arrivò soltanto sesto nella gara vinta allo sprint da Juha Väätäinen davanti a Jürgen Haase, pur avendo condotto per molti giri.
Ai Giochi olimpici di Monaco 1972 si classificò dodicesimo nei 5000 e sesto nei 10000 m piani, dopo essere stato in testa per oltre 6000 metri. Fu proprio a Monaco che gli venne affibbiato il soprannome di "Crazy horse" (cavallo pazzo), l'atleta che correva d'impulso, senza seguire una logica né una tattica di gara. Bedford aveva un grosso limite: non riusciva a cambiare velocità nel finale, e veniva spesso superato da atleti che disponevano di un allungo migliore del suo. Ciò gli condizionò la carriera.
Rimane comunque l'unico atleta ad aver vinto la Cinque Mulini sia da juniores (1969), sia da seniores (1972). Una lunga serie di guai tendinei lo costrinse al ritiro. Attualmente è direttore di corsa della maratona di Londra.

## Campionati nazionali
1972
- Oro ai campionati inglesi, 10000 m piani - 27'52"44

1973
- Oro ai campionati britannici, 10000 m piani - 27'30"8
- Argento ai campionati inglesi di corsa campestre - 43'55"

1977
- 7º ai campionati inglesi di corsa campestre - 44'38"

## Altre competizioni internazionali
1969
- Oro alla Nos Galan ( Mountain Ash), 4 miglia - 18'01"
- Oro al Jean Bouin Memorial ( Barcellona), 5,6 km - 15'37"
- Oro alla Cinque Mulini ( San Vittore Olona), gara juniores

1970
- Oro alla 10 miglia di Hampstead ( Hampstead), 10 miglia - 48'29"
- Oro alla 5 miglia di Hillingdon ( Ruislip), 5 miglia - 23'52"
- Oro alla Nos Galan ( Mountain Ash), 4 miglia - 17'45"

1971
- Oro alla 5 miglia di Hillingdon ( Ruislip), 5 miglia - 23'08"
- Argento alla Nos Galan ( Mountain Ash), 4 miglia - 18'01"

1972
- Oro alla Cinque Mulini ( San Vittore Olona) - 30'52"

1973
- 7º alla Cinque Mulini ( San Vittore Olona) - 31'46"
- Oro al Cross de San Sebastián ( San Sebastián) - 33'15"

1977
- 12º alla Saint Pol- Morlaix ( Morlaix), 22,7 km - 1h12'43"
- Oro al Parliament Hill Crosscountry ( Londra) - 29'31"

1978
- 70º alla Polytechnic Marathon ( Windsor) - 2h45'05"